# Bogholmvig
Bogholmvig (dansk), Bokholmvig (ældre dansk) eller Bockholmwik (tysk) er en bugt og bebyggelse beliggende ved Flensborg Fjord i det nordlige Angel (Sydslesvig) i Nordtyskland. På fjordens modsatte bred ligger halvøen Broager. Administrativ hører Bogholmvig under Munkbrarup Kommune i Slesvig-Flensborg kreds. Den nærliggende landsby Bogholm hører allerede under Lyksborg Kommune. I den danske tid op til 1864 hørte landsbyen under Munkbrarup Sogn (Munkbrarup Herred, Flensborg Amt). Halvvejs mellem Bogholm og Bogholmvig ligger Vaarbjerget, som tjente tidligere som observationspost mod sørøvere. Øst for Bogholmvig på vej mod Langballeå ligger et større natur- og skovområde. Nærliggende landsbyer er Sigum, Sigumlund og Gejl.
Stednavnet er første gang nævnt 1743. Stednavnet er sammensat af buk (oldnordisk bokkr), holm og vig. I årene 1730 til omkring 1860 fandtes her, ved en indbugtning syd for Bogholm, et teglbrænderi, et andet teglbrændere eksisterede fra 1722 til cirka 1900. I dag findes her en lystbådehavn samt campingplads og ferielejligheder.